# Croix militaire (Royaume-Uni)
Pour les articles homonymes, voir Croix militaire.
La croix militaire (Military Cross ou MC) est la troisième plus haute décoration militaire décernée aux officiers des forces terrestres et, depuis 1993 aux autres catégories de grades de la British Army et auparavant aux officiers des autres pays du Commonwealth.
La croix militaire est créée le 28 décembre 1915 par le roi George V (1865-1936). À l'origine, elle est décernée aux officiers subalternes, c'est-à-dire d’un rang ne dépassant pas le grade effectif de capitaine (les commandants à titre temporaire et par intérim y sont admissibles) ou aux sous-officiers supérieurs (Warrant Officer - adjudant, adjudant-chef et adjudant-major), en reconnaissance de services distingués et méritoires au combat (« distinguished and meritorious services »).
En 1916, la décoration est autorisée pour les marins et les matelots au sol (comme du Royal Naval Division [RND]) et les pilotes (du Royal Flying Corps [RFC]). Pour les services maritimes ou, dès la mise-en-forme de la Royal Air Force [RAF] en 1918, aéréennes, on reçoit plutôt la Distinguished Service Cross (DSC) ou la Distinguished Flying Cross (DFC).
En 1920, les conditions sont modifiées. Elles précisent clairement que la croix doit reconnaître les services courageux et distingués en présence de l'ennemi ("distinguished services in action"), et que les officiers de la marine et de l'aviation peuvent l'obtenir pour des services courageux et distingués au sol.
À partir de 1953, les commandants (major) peuvent la recevoir.
Pour chaque acte supplémentaire de bravoure, une barrette en argent est ajoutée sur le ruban de la médaille. On dit alors MC and bar. En petite tenue, la barrette est représentée par une rosette d’argent sur le ruban.
Par contre les lettres post-nominales restent MC, mais parfois avec les barrettes indiquées par: MC* et MC**.
10 000 croix militaires furent décernées pendant la Seconde Guerre mondiale dont 500 seulement avec une barrette.
Depuis 1993 et la suppression de la médaille militaire (Military Medal), elle est admissible aux militaires de tout grade et de toute arme.
La croix militaire est désormais la troisième décoration pour bravoure après la croix de Victoria et la Conspicuous Gallantry Cross.

La MC, qui ne pouvait pas être décernée à titre posthume, est donnée au personnel militaire en reconnaissance de leur « … bravoure lors d'opérations actives contre l'ennemi » (… gallantry during active operations against the enemy). On peut recevoir la MC à titre posthume dès 1979.

## Description
- 46 mm max de hauteur, 44 mm max de largeur
- Croix à branches droites pattées ornementale en argent décorée par une couronne impériale à chaque extrémité, suspendue à une barrette de suspension pleine. L'avers a le monogramme royal (Royal Cypher) en son centre;
- Le revers est plein, mais depuis 1938 le nom du récipiendaire et l'année de distinction sont gravés sur la branche inférieure de la croix.

## Faits marquants
La première femme à recevoir la croix militaire fut le soldat Michelle Norris du Service de santé des armées (Royal Army Medical Corps), alors attachée au régiment royal de la princesse de Galles en Irak. Norris a reçu sa médaille des mains de la reine Élisabeth II le 21 mars 2007 pour ses actions en Irak du 11 juin 2006.

## Récipiendaires
Parmi les non-Britanniques à avoir reçu la croix militaire, on peut citer les Canadiens William George Barker et Georges Vanier, l'Australien Richard Casey, et les Français Jacques-Philippe Dehollain, Jean Ganeval, Marc Langlois-Berthelot, Georges Bégué, Joseph de Goislard de Monsabert, Jean de Lattre de Tassigny, René Chambe, colonel Jean Gardes, Michel de Bourbon-Parme, Geoffroy Chodron de Courcel, Yves Jullian, Philippe Kieffer, Aimé Lepercq, Lucien Loizeau, Roger Mompezat, Marcel Noguès, Charles Nungesser, René de Salins, Max Manus, André Schock, capitaine Michel Legrand, capitaine Alexandre Lofi, Guy Vourc'h, capitaine Albert Imhaus, capitaine de gendarmerie Victor Albert Dupont, commandant Joseph Gourves, et le colonel Pierre Leblond, ainsi que le Belge lieutenant-général Joseph Leroy et également le lieutenant-général de réserve honoraire Fernand Demart
Parmi les Britanniques : le premier ministre Anthony Eden, les poètes Wilfred Owen et Siegfried Sassoon, l'acteur Basil Rathbone, le chef d'orchestre Sir David Willcocks, l'architecte Sir Clough Williams-Ellis, le commandant du SOE Christopher Blathwayt, l'écrivain et ancien officier du SOE en Grèce Patrick Leigh Fermor, l'officier du SOE et écrivain W. Stanley Moss, l'explorateur et ancien officier du SOE Bill Tilman, le lieutenant-colonel Geoffrey Keyes, le lieutenant-colonel John Dimmer, le colonel des Royal Horse Guards David Smiley, les généraux John Aizlewood, Sir Peter de la Billière, John George Walters Clark, Edmund "Trotsky" Davies, Miles Dempsey, John Bagot Glubb dit Glubb Pacha, Sir Brian Horrocks, James Joseph Kingstone, Arthur Ernest Percival, Sir William Joseph Slim, Edward Spears, les maréchaux Sir Harold Alexander, Sir John Vereker Gort, Sir John Harding.

## Sources
- (en) Cet article est partiellement ou en totalité issu de l’article de Wikipédia en anglais intitulé « Military Cross » (voir la liste des auteurs).